# Christian Stolte
Christian Joseph Stolte (Saint Louis, 16 ottobre 1962) è un attore statunitense.

## Biografia
Ha recitato in numerose serie televisive.
Ha interpretato il ruolo di Keith Stolte in Prison Break dal 2005 al 2007.
Dal 2012 interpreta il ruolo di Randy "Mouch" McHolland in Chicago Fire.

## Filmografia

### Cinema
- Occhio indiscreto (The Public Eye), regia di Howard Franklin (1992)
- Echi mortali (Stir of Echoes), regia di David Koepp (1999)
- Time to Pay, regia di Donal Tavey (1999)
- Bruised Orange, regia di Donal Tavey (1999)
- Il fratello grande (Брат 2), regia di Aleksej Oktjabrinovič Balabanov (2000)
- Novocaine, regia di David Atkins (2001)
- Alì, regia di Michael Mann (2001)
- Clay, regia di Laurel Parker - cortometraggio (2002)
- Era mio padre (Road to Perdition), regia di Sam Mendes (2002)
- Last Day, regia di Ron Lazzeretti - cortometraggio (2002)
- Legwork, regia di Javier Reyna - cortometraggio (2002)
- What Are You Having?, regia di Benjamin Meyer - cortometraggio (2003)
- Mr. 3000, regia di Charles Stone III (2004)
- Vero come la finzione (Stranger Than Fiction), regia di Marc Foster (2006)
- Death of a President, regia di Gabriel Range (2006)
- Crime Fiction, regia di Will Slocombe (2007)
- The Lucky Ones - Un viaggio inaspettato (The Lucky Ones), regia di Neil Burger (2008)
- In amore niente regole (Leatherheads), regia di George Clooney (2008)
- Were the World Mine, regia di Tom Gustafson (2008)
- Osso Bucco, regia di Fred Blurton e Gary Taylor (2008)
- The Express, regia di Gary Fleder (2008)
- Fraternity House, regia di Antonijs Prizevoits (2008)
- Nemico pubblico - Public Enemies (Public Enemies), regia di Michael Mann (2009)
- Giustizia privata (Law Abiding Citizen), regia di F. Gary Gray (2009)
- Un uomo d'affari (Under New Management), regia di Joe Otting (2009)
- Cash Game - Paga o muori (Ca$h), regia di Stephen Milburn Anderson (2010)
- Nightmare (A Nightmare on Elm Street), regia di Samuel Bayer (2010)
- Something Better Somewhere Else, regia di Ron Lazzeretti (2010)
- Island of Man, regia di Adam Tanguay - cortometraggio (2010)
- Thanks Mom, regia di Daniel Kuhlman e James Errico - cortometraggio (2011)
- Mulligan, regia di Will Slocombe (2012)
- Best If Used By, regia di Aemilia Scott - cortometraggio (2013)
- The Man in the Silo, regia di Phil Donlon (2016)
- For a Good Time, regia di Aemilia Scott - cortometraggio (2016)
- Hidden Tears: Tanya, regia di Monica Raymund - cortometraggio (2016)
- Hold My Horse, regia di Timothy Troy - cortometraggio (2018)
- Rain Beau's End, regia di Tracy Wren (2020)

### Televisione
- Cupid – serie TV, episodio 1x07 (1998)
- Turks – serie TV, episodi 1x01-1x03-1x08 (1999)
- Ultime dal cielo (Early Edition) – serie TV, episodio 4x03 (1999)
- E.R. - Medici in prima linea (ER) – serie TV, episodio 13x10 (2006)
- Prison Break – serie TV, 18 episodi (2005-2007)
- The Beast – serie TV, episodio 1x06 (2009)
- The Chicago Code – serie TV, episodi 1x01-1x02 (2011)
- Guys Book Club – serie TV (2011)
- The Playboy Club – serie TV, episodi 1x01-1x02 (2011)
- Boss – serie TV, 4 episodi (2011)
- Chicago Fire – serie TV, 233 episodi (2012-in corso)
- Chicago P.D. – serie TV, 10 episodi (2015-2020)
- Boyband – serie TV, episodio 2x07 (2016)
- Chicago Med – serie TV, episodi 1x05-4x02 (2016-2018)
- Special Skills – serie TV, episodio 1x03 (2017)

## Doppiatori italiani
- Roberto Stocchi in Chicago Fire, Chicago P.D., Chicago Med
- Giorgio Locuratolo in Prison Break
- Alberto Caneva in Nemico pubblico - Public Enemies
- Christian Iansante in Giustizia privata